# دون لين
دون لين هو مسير أعمال وسياسي أمريكي، ولد في 12 يناير 1956.